# Araneus anuncinatus
Araneus anuncinatus is een spinnensoort in de taxonomische indeling van de wielwebspinnen (Araneidae).
Het dier behoort tot het geslacht Araneus. De wetenschappelijke naam van de soort werd voor het eerst geldig gepubliceerd in 1931 door ochrorufus Pelegrin Franganillo-Balboa.